# Gameforge
Gameforge és una empresa alemanya editora de videojocs en navegador, amb una versió gratuïta bàsica i una sèrie de millores que s'adquireixen pagant. El 2017 comptava amb 70 milions d'usuaris en 500 servidors.

## Història
L'empresa va ser fundada entre 2002 i 2003 per Klaaas Kersting i Alexander Rösner. Un dels seus primers jocs i més exitosos va ser OGame. El 2005 i 2006 l'empresa es va introduir també al mercat asiàtic amb les versions de Taiwan i Japó. Va arribar a Brasil el 2006, Mèxic i Argentina el 2009, EUA el 2008 i Orient Mitjà el 2010.
El 2009 va agrupar el seu catàleg de jocs multijugador i gratuïts sota la direcció MMOGAME.

## Llista de jocs disponibles
- 4Story
- Elsword
- AirRivals
- BattleKnight
- BiteFight
- DarkPirates
- Gladiatus
- Ikariam
- MageFight
- Metin2[1]
- Nostale
- OGame[1]
- Space4k
- Tanoth
- Vendetta
- WarpFire
- WildGuns